# Kahler Asten

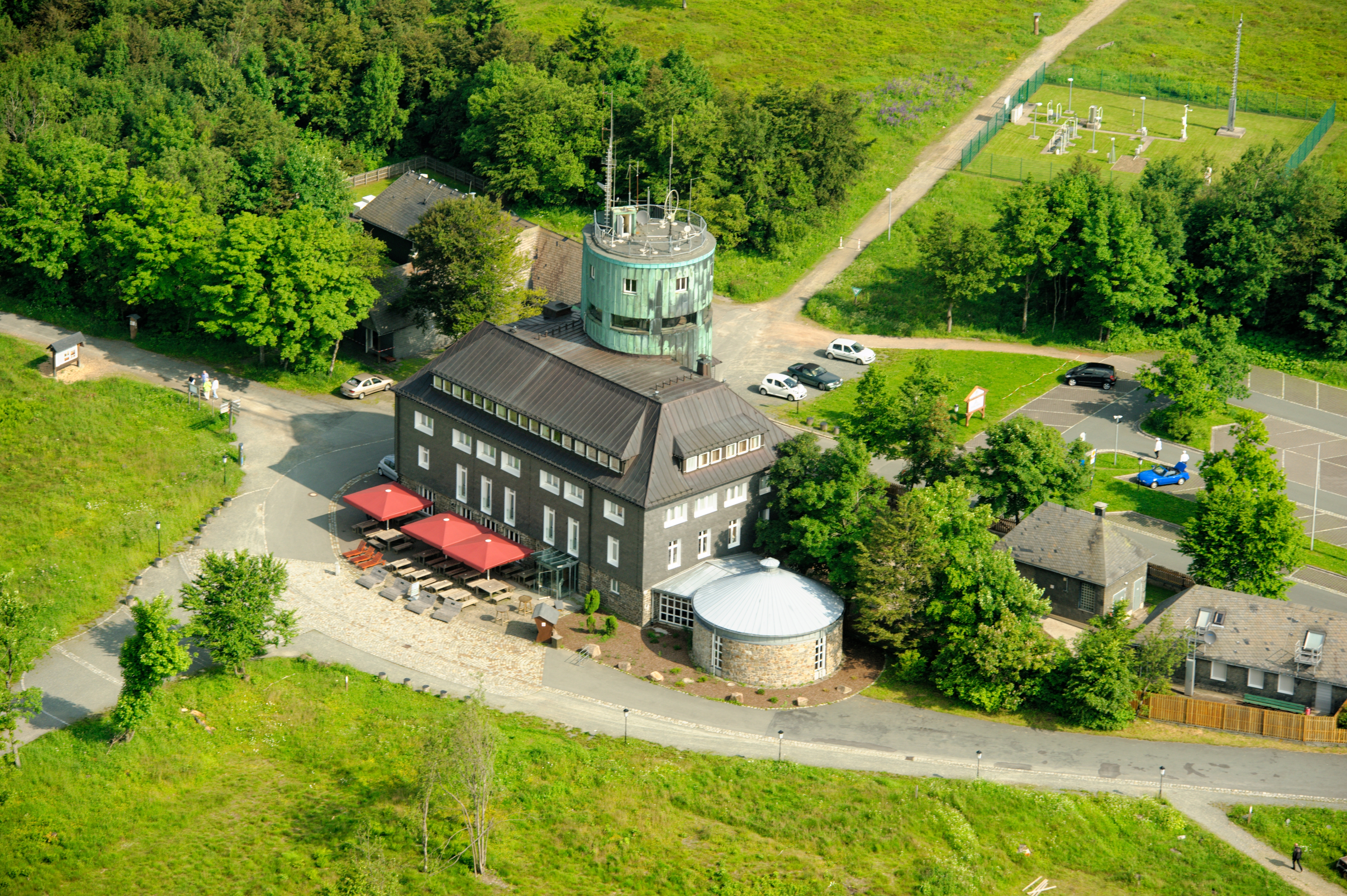
Gipfelregion des Kahlen Asten mit Astenturm und Hotel-Restaurant

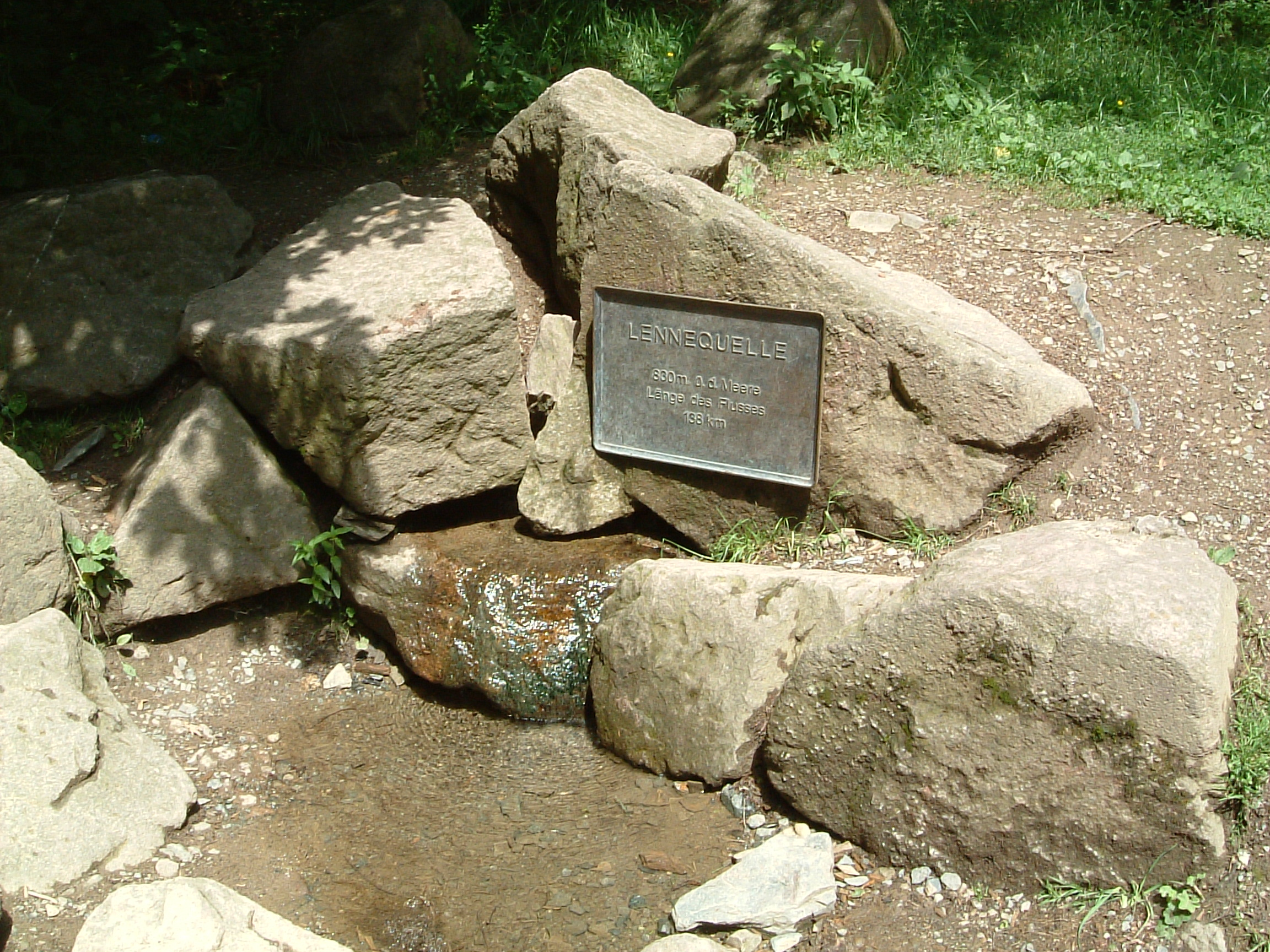
Lennequelle

Der Kahle Asten ist nach dem Langenberg (843,2 m) und Hegekopf (842,9 m) mit 841,9 m ü. NHN der dritthöchste Berg im Rothaargebirge und nach dem Langenberg der zweithöchste Berg in Nordrhein-Westfalen. Er liegt bei Winterberg im Hochsauerlandkreis.
Auf dem Berg liegen die Lenne- und Odebornquelle und eine Hochheide. Der Berg ist Standort einer Wetterwarte und des Astenturms mit angegliedertem Hotel-Restaurant. Ferner befindet sich dort ein Teil des Wintersportgebietes Skiliftkarussell Winterberg.

## Geographie

### Lage
Der Kahle Asten liegt im Nordostteil von Rothaargebirge und Naturpark Sauerland-Rothaargebirge im Hochsauerland. Sein Gipfel erhebt sich etwa 3,3 km (Luftlinie) südwestlich der Innenstadt von Winterberg zwischen dessen Ortsteilen Altastenberg im Nordwesten, Neuastenberg im Süden und Lenneplätze im Südsüdwesten.

### Naturräumliche Zuordnung
Der Kahle Asten bildet in der naturräumlichen Haupteinheitengruppe Süderbergland (Nr. 33) in der Haupteinheit Rothaargebirge (mit Hochsauerland) (333), in der Untereinheit Winterberger Hochland (333.5) und im Naturraum Astenberg (333.54) eine Singularität der 4. bis 7. Ordnung. Die Landschaft fällt nach Norden in den Naturraum Nordheller Höhen (333.57) ab, nach Nordosten in den Naturraum Harfeld (333.56), nach Osten in die Untereinheit Hohe Seite (333.7), nach Süden in den Naturraum Langewiese (333.53) und nach Südwesten bis Westen in die Untereinheit Lennekessel (333.6).

### Rhein-Weser-Wasserscheide und Fließgewässer
Über den Kahlen Asten verläuft die Rhein-Weser-Wasserscheide. Auf der Gipfelregion liegt die gefasste, nur periodisch Wasser führende Lennequelle. Sie befindet sich auf 825 m Höhe und ist damit die höchstgelegene Quelle Nordwestdeutschlands. Das Wasser der dort entspringenden Lenne fließt in Richtung Westen durch die Ruhr in den Rhein. Diesen Strom erreicht auch das Wasser des auf dem Übergangsbereich zum nordnordöstlich befindlichen Bremberg entspringenden Neger-Zuflusses Renau. Auf dem Südosthang des Berges liegt die Quelle der nach Süden fließenden Odeborn und auf seinem Nordosthang jene der nach Südosten verlaufenden Sonneborn. Das Wasser beider Gewässer erreicht über Eder und Fulda die Weser.

### Berghöhe
Die Geländehöhe des Kahlen Astens ist in der Deutschen Grundkarte mit 841,9 m angegeben, womit er nur der dritthöchste Berg der Region ist. Weil er aufgrund seiner Wetterwarte in Wetterberichten häufig genannt wird, ist er mit Abstand deren bekanntester Berg; zu seiner Bekanntheit trägt auch der auf der Gipfelregion stehende Astenturm mit einer Aussichtsplattform auf 862 m Höhe bei. Nach dem Langenberg 843,2 m, der 11,8 km nordnordöstlich auf der Landesgrenze von Nordrhein-Westfalen und Hessen liegt, ist der Kahle Asten der zweithöchste Berg von Nordrhein-Westfalen. Er ist der höchste Berg, der komplett, also mit seinen Hängen, in diesem Land liegt; auf dem Berg befindet sich die höchste Landesstelle, die auf asphaltierter Straße erreichbar ist. Im Rothaargebirge ist auch der zur Gänze im hessischen Upland liegende Hegekopf mit 842,9 m höher als der Kahle Asten.
Früher wurde angenommen, dass der Kahle Asten der höchste Berg Westfalens sei; dabei wurde als Höhe nur 830 m angegeben.

### Klima und Wetterwarte
Der Kahle Asten weist ein stark von den Westwinden des Atlantiks geprägtes und damit recht feuchtes Klima auf. Der Jahresdurchschnittsniederschlag erreicht hier 1420 mm und ist damit fast doppelt so hoch wie im Nordwestdeutschen Tiefland (750 bis 850 mm).
Aufgrund der Höhenlage des Berges liegt die Temperatur im Schnitt um 4 bis 5 Grad unter den Tieflandwerten. Im Winter fallen die Niederschläge daher meist als Schnee. Durchschnittlich liegt an 120 Tagen im Jahr eine geschlossene oder durchbrochene Schneedecke, die maximale Schneehöhe pro Winter liegt im Mittel bei etwa 80 cm. Der höchste Wert, der gemessen werden konnte, waren 239 cm am 9. März 1970. Die tiefste jemals gemessene Temperatur betrug −26,0 Grad am 1. Februar 1956, die höchste jemals gemessene Temperatur +31,9 Grad am 25. Juli 2019.
Die Wolken, die sich an den Westhängen des Rothaargebirges stauen, führen zudem zu einer erhöhten Nebelhäufigkeit und einer verminderten Sonnenscheindauer. Der Kahle Asten gehört mit nur rund 1400 Stunden Sonnenschein zu den sonnenscheinärmsten Orten in Deutschland. Gerade im Herbst und Winter kann hier bei Inversionswetterlagen (Hochdruck) aber auch ungetrübter Sonnenschein herrschen, während sich im Tal ganztägig Wolken halten.
Im Astenturm befand sich bis 2016 eine permanent besetzte Wetterwarte des Deutschen Wetterdiensts, Niederlassung Essen. Die letzte manuelle Wettermeldung wurde am 22. März 2016 um 14 UTC abgesetzt. Seitdem wurde die Augenbeobachtung eingestellt und die Wetterwarte in eine automatische Wetterstation umgewandelt. 
|                       | Jan  | Feb  | Mär  | Apr | Mai  | Jun  | Jul  | Aug  | Sep  | Okt | Nov  | Dez  |   |      |
| Mittl. Tagesmax. (°C) | −0,9 | −0,1 | 2,7  | 7,3 | 12,6 | 15,5 | 17,0 | 16,9 | 13,7 | 9,4 | 3,3  | 0,3  | ⌀ | 8,2  |
| Mittl. Tagesmin. (°C) | −4,9 | −4,7 | −2,5 | 0,4 | 4,7  | 7,7  | 9,3  | 9,5  | 7,2  | 4,0 | −0,9 | −3,8 | ⌀ | 2,2  |
|                       |      |      |      |     |      |      |      |      |      |     |      |      |   |      |
| Niederschlag (mm)     | 154  | 110  | 125  | 102 | 103  | 124  | 126  | 105  | 105  | 111 | 146  | 168  | Σ | 1479 |
|                       |      |      |      |     |      |      |      |      |      |     |      |      |   |      |
| Sonnenstunden (h/d)   | 1,3  | 2,4  | 3,0  | 4,4 | 5,7  | 5,5  | 5,7  | 5,4  | 4,1  | 3,4 | 1,5  | 1,3  | ⌀ | 3,6  |
|                       |      |      |      |     |      |      |      |      |      |     |      |      |   |      |
| Regentage (d)         | 23   | 21   | 20   | 20  | 20   | 17   | 20   | 21   | 19   | 22  | 21   | 23   | Σ | 247  |
|                       |      |      |      |     |      |      |      |      |      |     |      |      |   |      |
| Luftfeuchtigkeit (%)  | 92   | 89   | 84   | 79  | 77   | 80   | 84   | 85   | 86   | 89  | 94   | 95   | ⌀ | 86,2 |

| −4,9 |

| −4,7 |

| −2,5 |

| 0,4 |

| 4,7 |

| 7,7 |

| 9,3 |

| 9,5 |

| 7,2 |

| 4,0 |

| −0,9 |

| −3,8 |

| −4,9 |

| −4,7 |

| −2,5 |

| 0,4 |

| 4,7 |

| 7,7 |

| 9,3 |

| 9,5 |

| 7,2 |

| 4,0 |

| −0,9 |

| −3,8 |

## Schutzgebiete

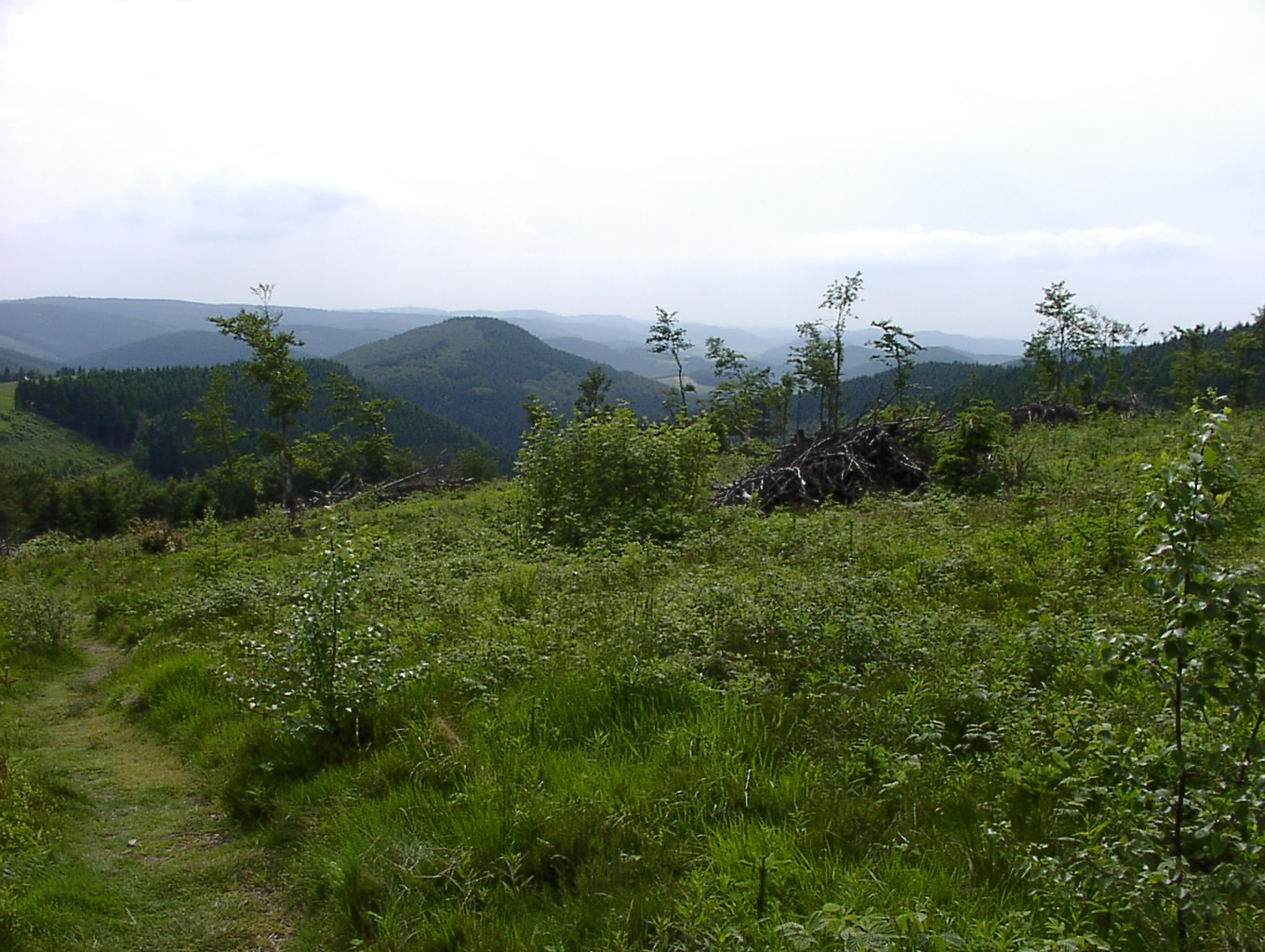
Blick vom Kahlen Asten

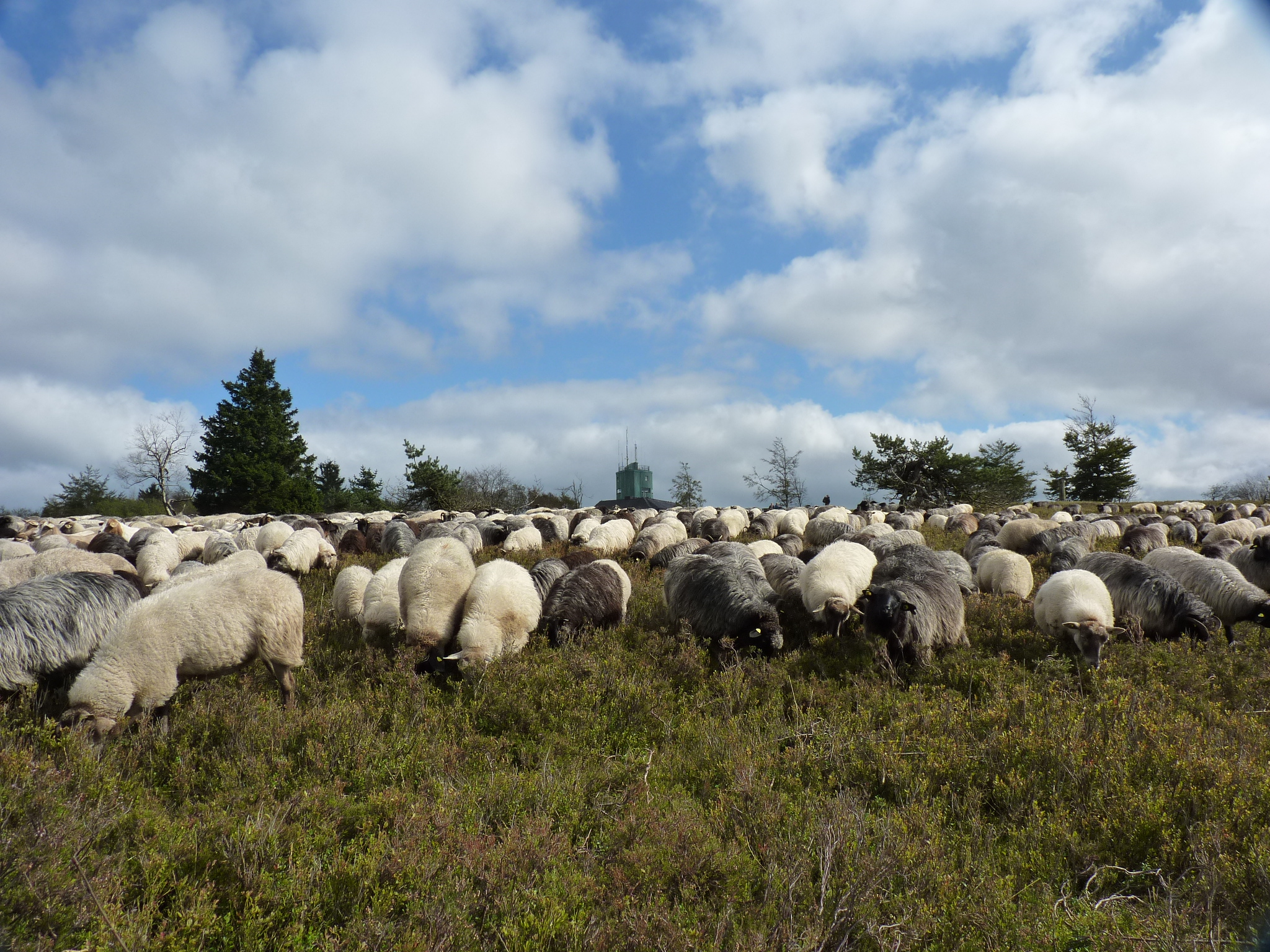
Schafe in der Hochheide auf dem Kahlen Asten, im Hintergrund Astenturm

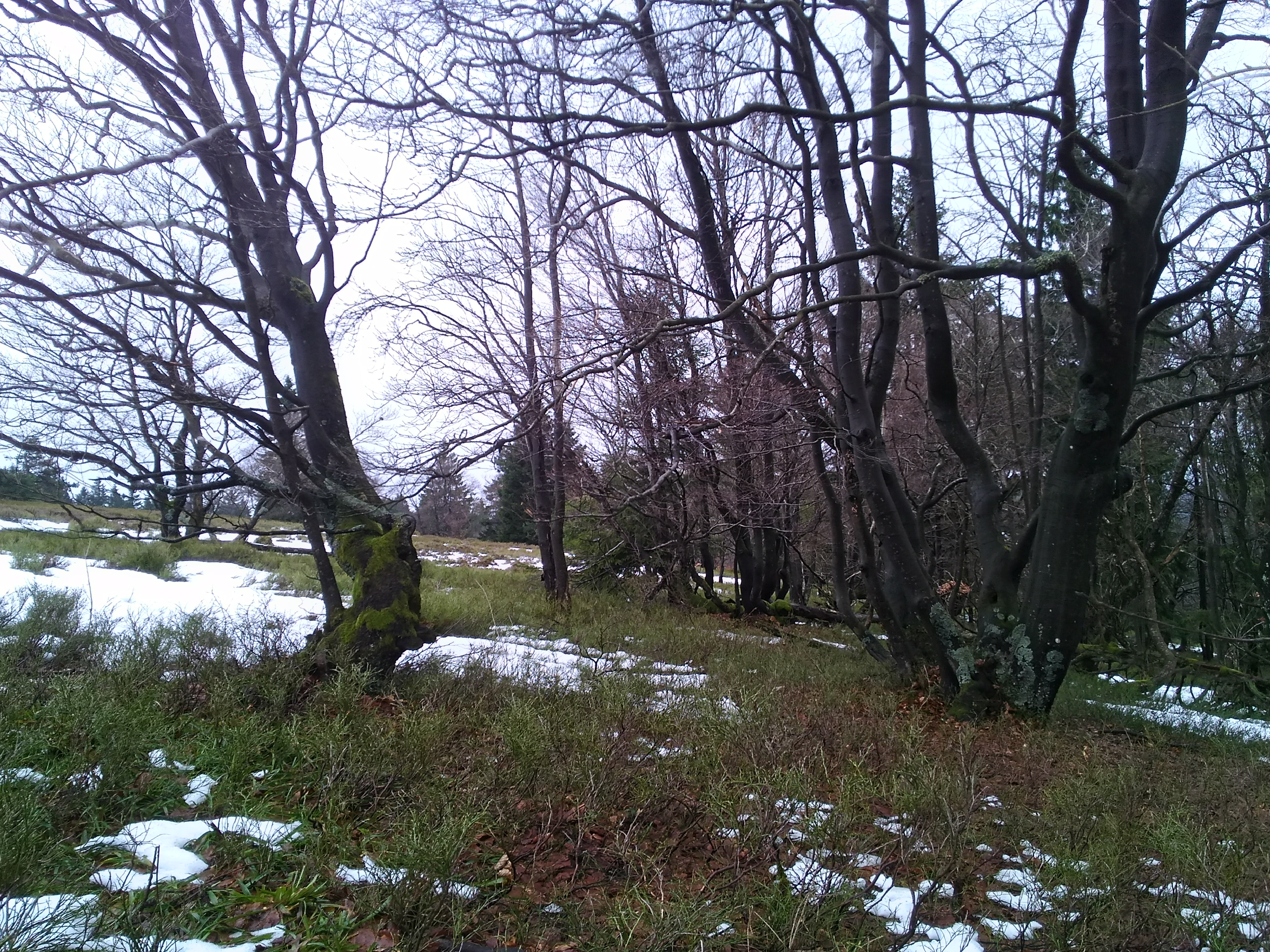
Kampfbuchenwald nördlich des Gipfels

1965 wies die Bezirksregierung Arnsberg großflächige Hochlagenteile rund um den Gipfel des Kahlen Astens wegen der dortigen Hochheide erstmals als Naturschutzgebiet (NSG) Kahler Asten (CDDA-Nr. 82021) aus. Im Landschaftsplan Winterberger Hochfläche (LP) wurde das Gebiet 1983 vom Hochsauerlandkreis in einer Größe von 36 ha erneut als Naturschutzgebiet ausgewiesen. Im Jahr 1994 wurden die Bereiche des Kahlen Astens, welche nicht Teil des NSG Kahler Asten waren, zu Teilen von Landschaftsschutzgebieten (LSG): Dabei wurden die östlichen Flächen im Stadtgebiet Winterbergs zu Teilen des LSG Teilgebiet der Stadt Winterberg (CDDA-Nr. 325127; 1994; 75,32 km²) und die Bereiche im Stadtgebiet Schmallenbergs zu solchen des LSG Rothaargebirge – Hochsauerlandkreis-Teilfläche 1 (CDDA-Nr. 323981; 1994; 140,53 km²). Im Jahr 2006 wurde vom Land Nordrhein-Westfalen zusätzlich das FFH-Gebiet Kahler Asten (FFH-Nr. 4816-303; 53 ha) ausgewiesen.
2008 wurde das (eingangs genannte) Gebiet vom Hochsauerlandkreis im Landschaftsplan Winterberg zum dritten Mal als Naturschutzgebiet Kahler Asten (Winterberg) (48,6 ha) ausgewiesen. Im selben Jahr erfolgte erstmals im Landschaftsplan Schmallenberg auch die Ausweisung eines Naturschutzgebiet Kahler Asten (Schmallenberg) auf dem Stadtgebiet von Schmallenberg. Letzteres hat eine Größe von 1,2 ha und umfasst einen Hochheidebereich westlich des Winterberger Teils der Hochheide. Den Bachlauf der Lenne und nähere Umgebung außerhalb des NSG Kahler Asten wies der Kreis als Naturschutzgebiete Oberes Lennetal (Schmallenberg) und Oberes Lennetal (Winterberg) aus. Teile des Kahlen Astens auf Schmallenberger Seite, welche nicht als NSG ausgewiesen wurden, erklärte man zum Landschaftsschutzgebiet Schmallenberg SO. Auf Winterberger Seite wurden im Landschaftsplan Winterberg Flächen des Kahlen Asten außerhalb des NSG zum LSG ausgewiesen. Der Großteil kam zum 8.786 ha großen Landschaftsschutzgebiet Winterberg, welches große Teile des Stadtgebietes umfasst. Zwei kleinere Teile mit 4,64 ha Größe hat man als Landschaftsschutzgebiet Skigebiet Kahler Asten ausgewiesen. Bei den beiden Teilflächen handelt es sich um die Teile der Skihänge Nordhang und Sahnehang, die 2006 vom Land Nordrhein-Westfalen als Teil des FFH-Gebietes Kahler Asten ausgewiesen wurden. Das Landschaftsschutzgebiet Skigebiet Kahler Asten wurde als Landschaftsschutzgebiet vom Typ C, Wiesentäler und bedeutsames Extensivgrünland, ausgewiesen. Auf den geschützten Skihängen hat die Nutzung als Skipiste zur Etablierung von Magerrasen mit Übergängen zur Zwergstrauchheide geführt. Laut Landschaftsplan wurde wegen der jahrzehntelangen Wintersportnutzung auf eine Ausweisung als Naturschutzgebiet verzichtet, obwohl im Gebiet geschützte Biotope nach § 30 BNatSchG vorkommen.

## Hochheide
Die Kuppe des Kahlen Asten nimmt eine Zwergstrauchheide ein. Gelegentlich wird sie als Hochheide bezeichnet, weil man sie eine Zeit lang für ein Relikt des vergangenen Eiszeitalters hielt. Auf der Heide wachsen kaum Bäume, da aufkommende Baumsämlinge durch Schafbeweidung verbissen werden. In Teilbereichen ist allerdings die natürliche Wiederbewaldung wegen der unzureichenden Beweidung schon weit fort geschritten. Um das Landschaftsbild zu erhalten, sind immer wieder manuelle Pflegeeingriffe nötig. Die Vegetation besteht vorwiegend aus Heidekraut (Calluna vulgaris), Borstgras (Nardus stricta) und Zwergsträuchern, unter anderem Heidelbeeren (Vaccinium sp.) und Ginster (Genista s. l.). Auf der Hochheide brüten unter anderem der Wiesen- und der Baumpieper. Das früher hier vorkommende Birkhuhn ist seit vielen Jahren verschwunden.
Die Zahl der Besucher auf dem Kahlen Asten liegt schätzungsweise bei mehr als einer Million pro Jahr. Neben den Besuchern, die mit einem Auto anreisen, kommen viele Wanderer zu Fuß. Es gibt mehr als 20 Wanderwege, darunter den Europäischen Fernwanderweg E1, den Rothaarsteig mit vier Zugangswegen, den Sauerland-Höhenflug, den Hochsauerlandkammweg, den Rothaarkammweg und den Hanseweg, die alle über den Berg führen. Um die Belastung für das Naturschutzgebiet zu verringern, wurden diese Wege auf den Rundweg am Kahlen Asten und die beiden Zugangswege zum Turm zusammengelegt. Neben diesen offiziellen Wegen gibt es eine Vielzahl von Trampelpfaden in der Hochheide. Die Biologische Station Hochsauerlandkreis zählte 2011 je Quadratkilometer auf der Bergkuppe acht Kilometer Wege. Von der Biologischen Station, der Unteren Landschaftsbehörde des Hochsauerlandkreises, dem Sauerländischen Gebirgsverein, dem Rothaarsteigverein und weiteren Akteuren wurde ein Wegekonzept erarbeitet. Unter anderem sollen Hürden an Wegen die Besucher lenken. Junge Bäume und Sträucher wurden mit Motorsägen und Freischneidern entfernt. Auf Teilflächen wurde maschinell geplaggt, um eine Regeneration der Heide zu erreichen und die weitere Vergrasung zu verhindern.

## Astenturm und Hotel-Restaurant

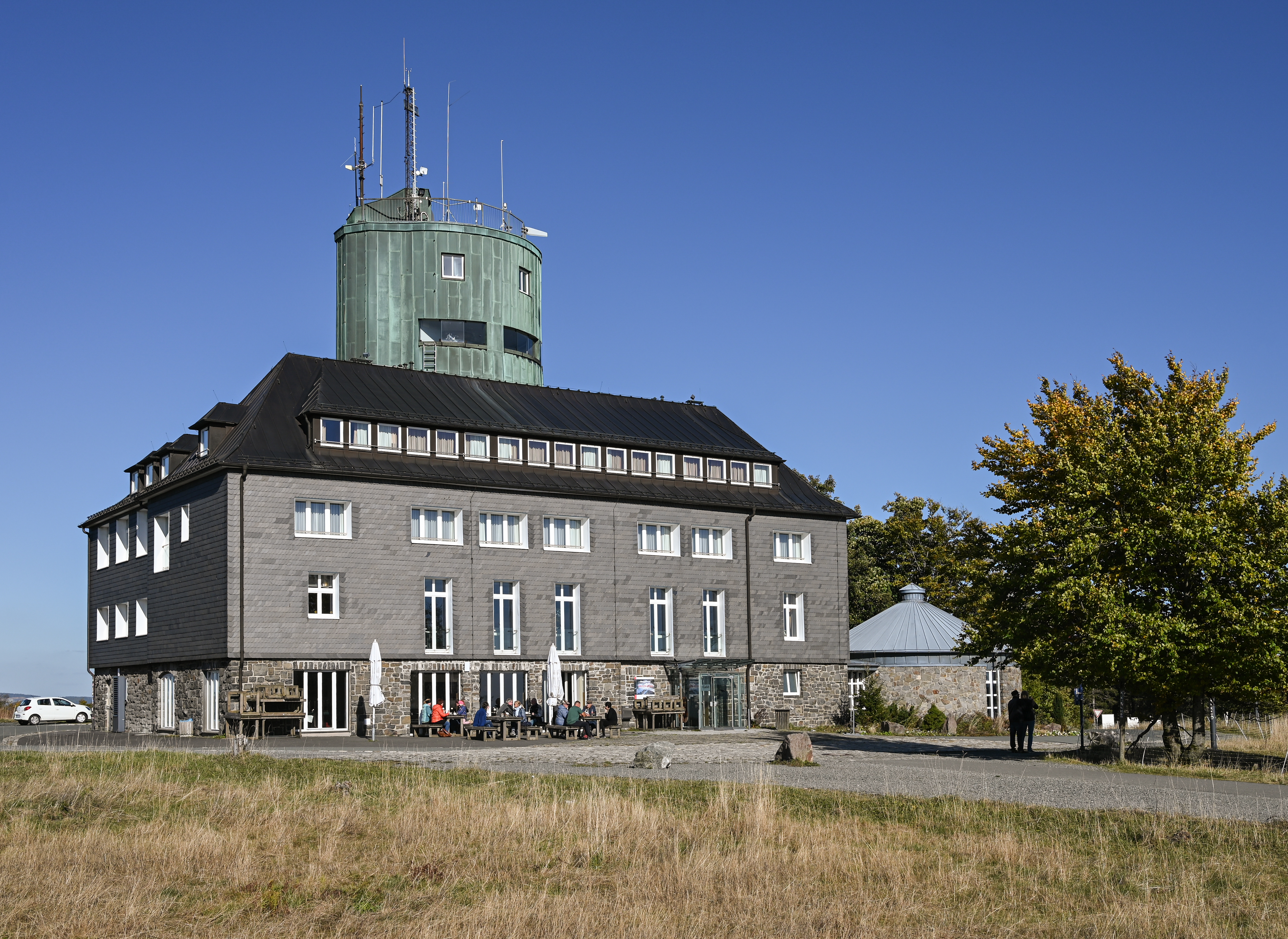
Hochheide mit Astenturm

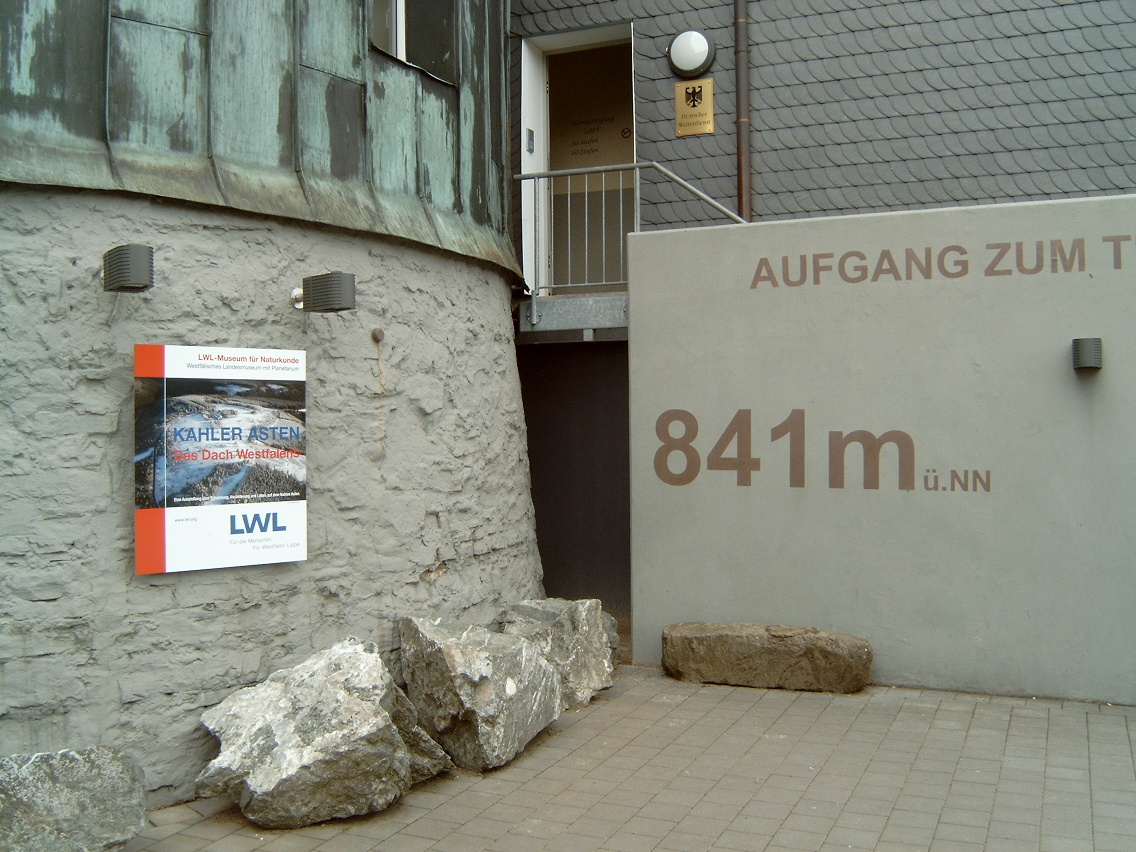
Kahler Asten, Höhenangabe am Aufgang zum Astenturm

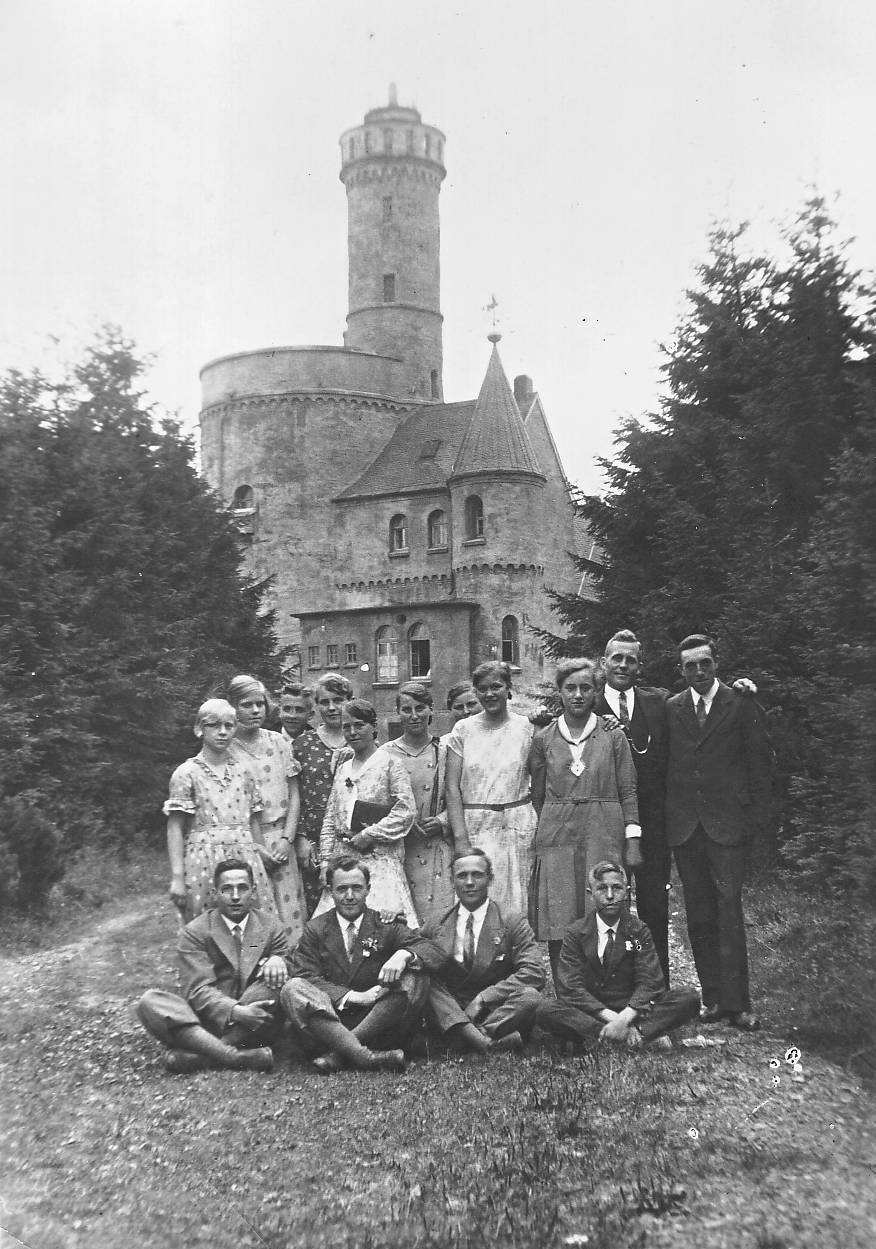
Besuchergruppe mit Astenturm, 1932

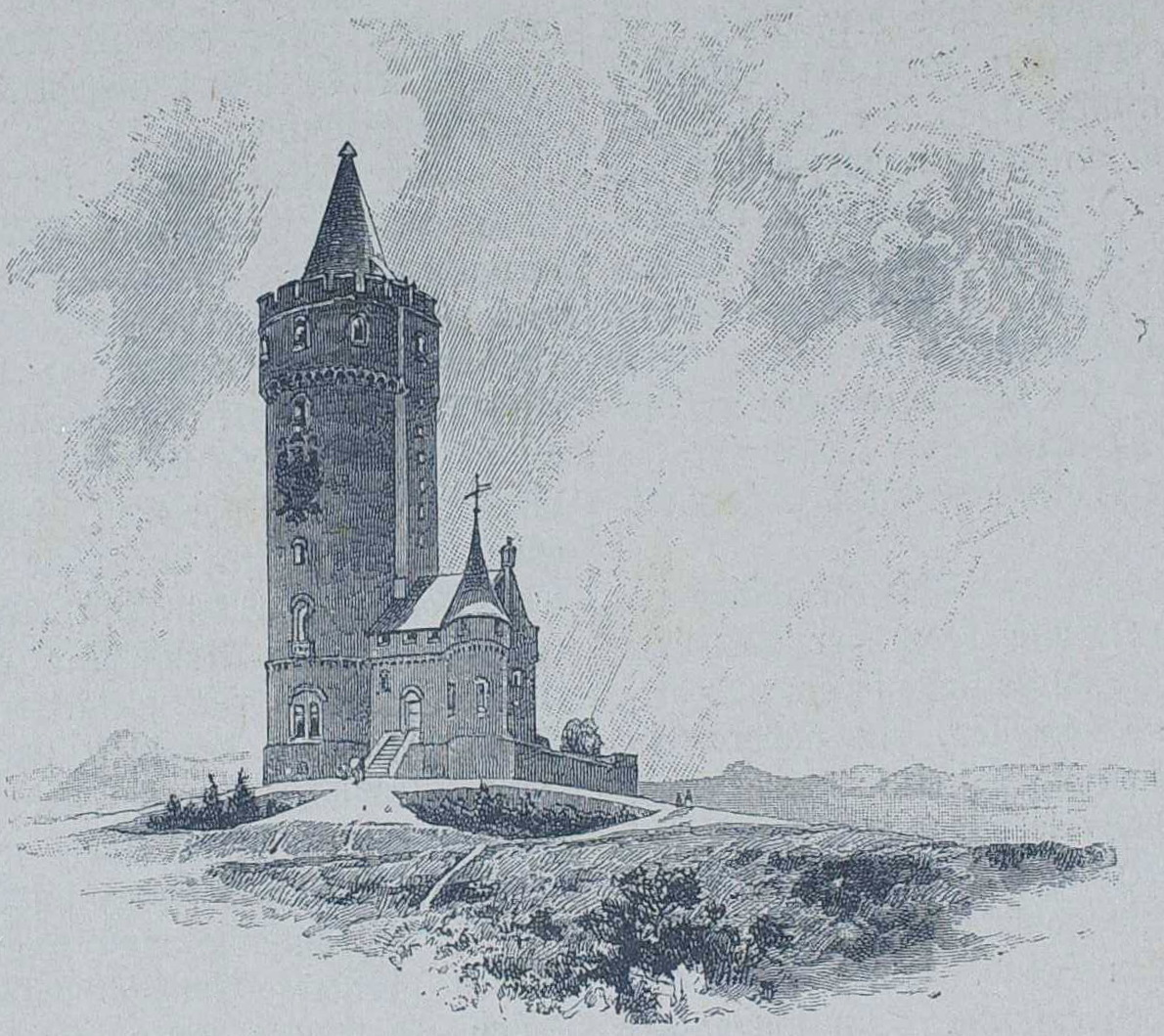
Bild aus der Zeitschrift Die Gartenlaube von 1884: „Aussichtsthurm auf dem Astenberg. Originalzeichnung von Richard Püttner.“

Auf dem Gipfel des Kahlen Astens steht auf 841 m Höhe der an den Berggasthof Kahler Asten (Hotel-Restaurant) angegliederte Astenturm, ein Aussichtsturm. Von dessen Plattform, die auf 862 m Höhe liegt, bietet sich Rundumsicht insbesondere im Rothaargebirge. Bei sehr guten Sichtbedingungen reicht der Blick bis zum 163 km weit entfernten Brocken im Harz.
Die Pläne für ein Denkmal auf dem Kahlen Asten reichen bis in den Vormärz zurück. Bereits im Jahr 1843 besuchte König Friedrich Wilhelm IV. den Berg. Geplant war der Bau eines Aussichtsturms als Denkmal zur Erinnerung an das 1000-jährige Jubiläum des Vertrags von Verdun. Dieser Vertrag besiegelte die Teilung des karolingischen Reichs in einen westfränkischen, einen ostfränkischen und einen lotharingischen Teil und wurde als Beginn der eigenständigen französischen und deutschen Entwicklung gedeutet. Während des Revolutionsjahrs 1848 wurde der Astenturm Ziel einer Demonstration für die Ziele der Märzrevolution und der Deutschen Einheit.
Die Denkmalpläne wurden 1881 wieder aufgenommen. Die Grundsteinlegung erfolgte am 22. Juni 1884 durch den Briloner Landrat Hans Carl Federath, in Anwesenheit zahlreicher Ehrengäste. Im selben Jahr begann der Bau des Turms. Der bereits 25 m hohe Rohbau fiel allerdings einem Herbststurm zum Opfer. Die Gerüchte über eine fehlerhafte Bauausführung konnten in einem anschließenden Gerichtsverfahren nicht bestätigt werden. Der Landrat konnte bis 1889 erneut private Geldgeber und den Provinzialverband der preußischen Provinz Westfalen dazu bewegen, Mittel für den Wiederaufbau zur Verfügung zu stellen. Die Eröffnung erfolgte 1895.
Seit dem Jahr 1900 ist der Turm ein offizielles Denkmal der Provinz Westfalen, und seit 1918 wird die im Turm befindliche Wetterstation betrieben.
Erste Renovierungen wurden wegen witterungsbedingter Materialermüdung bereits 1923 nötig, gleichzeitig kam es zum Ausbau der Gastronomie. Neue Umbauplanungen begannen 1930 und wurden 1937 umgesetzt.
Im Zweiten Weltkrieg lagen im und beim Astenturm stark genutzte Funkeinrichtungen der Wehrmacht. Während der Kämpfe um den Ruhrkessel im März bis April 1945 besuchte auch Generalfeldmarschall Walter Model, Kommandant der deutschen Truppen im Ruhrkessel, den Astenturm. Am 4. April 1945 wurde der Turm durch einen Artillerie-Volltreffer fast völlig zerstört. Die US-Truppen beschossen aus Richtung Winterberg den Kahlen Asten, da sich am Berg Truppen der Wehrmacht verschanzt hatten.
Die Beseitigung der Kriegsschäden dauerte bis 1955. Im Jahr 1967 musste die beschädigte Schieferummantelung durch Kupferblech ersetzt werden. Im Jahr 1995 kam ein Ausstellungspavillon hinzu. Im Jahr 2004 ging der Turm in den Besitz der Westfälisch-Lippischen Vermögensverwaltung über, einer Tochtergesellschaft des Landschaftsverbands Westfalen-Lippe (LWL). Anschließend kam es zu grundlegenden Umbau- und Sanierungsmaßnahmen, die im Dezember 2005 abgeschlossen wurden.
Nach der Restaurierung öffnete das Hotel-Restaurant seine Pforten im Dezember 2005, der Astenturm selbst war am 20. März 2006 wieder zugänglich. Es stehen nun ein SB-Bereich, ein Restaurantbereich und 17 Doppelzimmer zur Verfügung.
Seit Oktober 2008 befindet sich in der Außenstelle Kahler Asten des LWL-Museums für Naturkunde im Astenturm die Ausstellung Kahler Asten – Das Dach Westfalens. Schwerpunkte sind das Naturschutzgebiet Kahler Asten mit der Hochheide, die Wetterstation und die Geschichte des Astenturms. Ferner werden Ausschnitte aus Amateurfilmen vergangener Jahrzehnte gezeigt.
Östlich vom Astenturm hat das Landeskommando NRW der Bundeswehr ein umzäuntes Grundstück mit 890 Quadratmeter Flächengröße und zwei Gebäuden.
Auf dem Turm befindet sich das Amateurfunkrelais DB0LR für den Sprechfunk im 70-cm-Band.

## Wintersport
Der Kahler Asten, sein Umland und seine Nachbarberge im Umkreis von etwa 40 km zählen aufgrund ihrer bisherigen Schneesicherheit zu den bekanntesten Wintersportgebieten der deutschen Mittelgebirge. Auf dem Berg liegt ein Teil vom Skiliftkarussell Winterberg.